# 김현숙 (1971년)
김현숙(金賢淑, 1971년 4월 25일 ~ )은 대한민국의 배우이다.

## 생애
그녀는 대학 1학년이던 1990년 미스코리아 선발대회에 출전하여 포토제닉상, 미스 국제 페리로 입상했으며 1991년 MBC 20기 공채 탤런트로 정식 데뷔하였다.

## 학력
- 1984년 풍기국교 졸업
- 1987년 풍기중학교 졸업
- 1990년 경북항공고등학교 졸업
- 1993년 서울예술전문대학 방송연예학과 전문학사(90학번으로 91년도부터 1년간 휴학.)
- 1996년 서일전문대학 연극영화학과 전문학사(94학번)

## 경력
- 1991년 MBC 20기 공채 탤런트

## 출연

### 방송

#### 드라마
- 1991년 MBC 《여명의 눈동자》
- 1992년 MBC 《아들과 딸》 - 규태의 아내, 태현 엄마 역
- 1993년 MBC 《자매들》
- 1994년 MBC 《여울목》
- 1995년 KBS 2TV 《딸부잣집》
- 1995년 MBC 《연애의 기초》
- 1998년 KBS 1TV 《왕과 비》
- 1998년 KBS 2TV 《킬리만자로의 표범》
- 1998년 SBS 《미우나 고우나》
- 2001년 KBS 2TV 《명성황후》
- 2001년 MBC 《결혼의 법칙》
- 2003년 KBS 1TV 《무인시대》
- 2004년 SBS 《소풍가는 여자》 - 현주 역
- 2006년 KBS 1TV 《서울 1945》
- 2011년 KBS 2TV 《두근두근 달콤》
- 2011년 MBC 《로열 패밀리》 - 임윤희 역
- 2011년 MBC 《빛과 그림자》
- 2012년 tvN 《제3병원》
- 2012년 KBS 1TV 《대왕의 꿈》 - 재매부인 역
- 2014년 tvN 《응급남녀》 - 최미정 역
- 2014년 KBS 2TV 《왕의 얼굴》 - 박씨 / 가희 모 역
- 2015년 MBC 《맨도롱 또똣》
- 2016년 KBS 2TV 《뷰티풀 마인드》 - 전 비서 역
- 2017년 tvN 《시카고 타자기》 - 수의사 역
- 2020년 KBS 2TV 《비밀의 남자》 - 나영의 어머니 역

#### 시트콤
- 1996년 MBC 《남자 셋 여자 셋》

#### 재연극
- 2000년 KBS 2TV 《부부클리닉 사랑과 전쟁》

### 영화
- 1990년 《짬뽕 홍길동》 - 송이 역
- 1991년 《전설의 용사 반달가면》 - 나희 역
- 1994년 《혼자뜨는 달》 - 경희 역
- 2002년 《하얀 방》 - 오영애 역
- 2005년 《레드아이》 - 정진숙 역
- 2008년 《패밀리마트》 - 선영 역
- 2013년 《동창생》 - 탈북자 역

### CF
- 없음

## 수상
- 1990년 미스코리아 선발대회 포토제닉상
- 1990년 미스 국제 페리